# Gulbene
Gulbene (deutsch Schwanenburg) ist eine Stadt im Nordosten Lettlands. Im Jahre 2022 zählte Gulbene 6.902 Einwohner.

## Geschichte

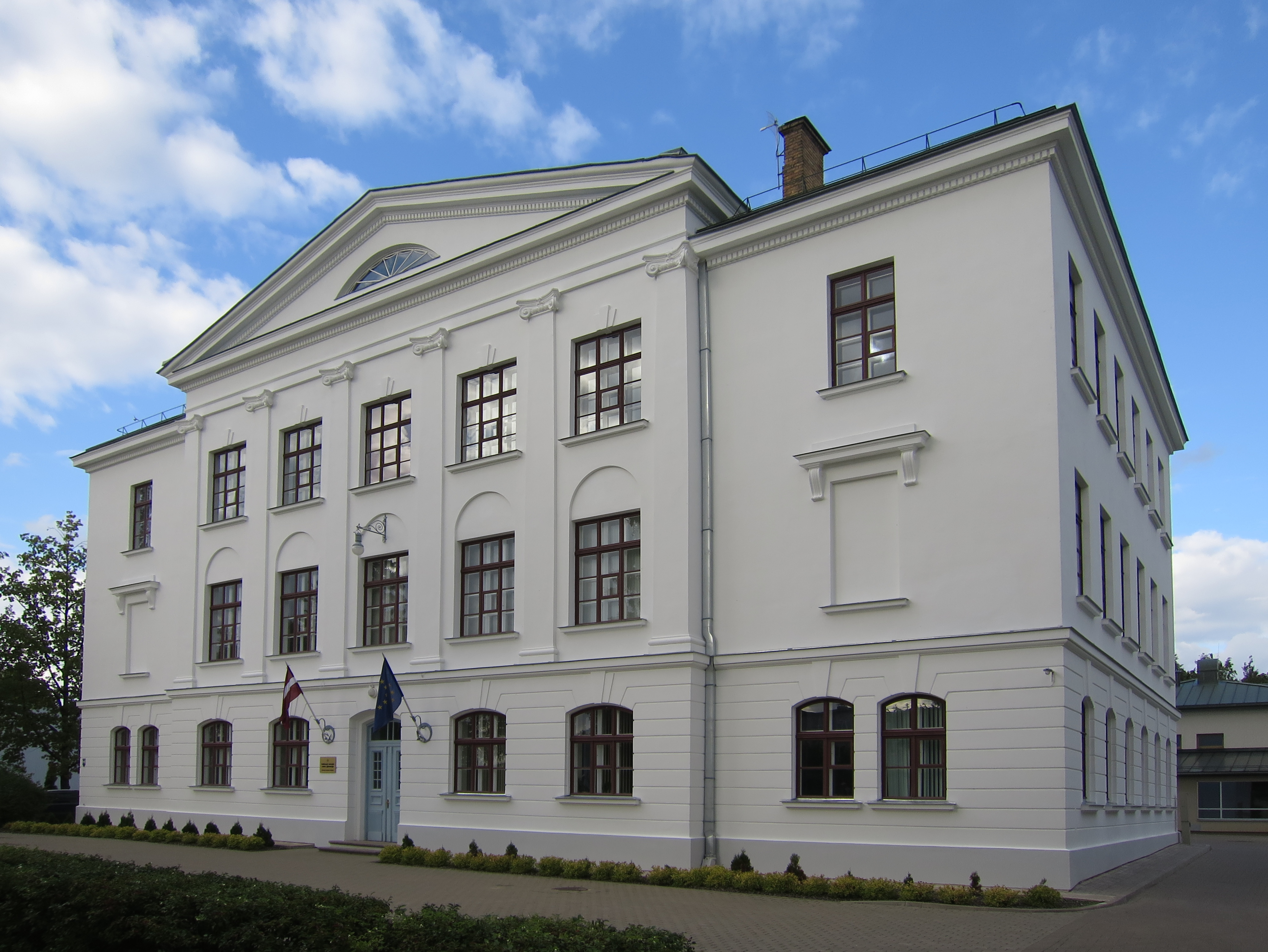
Handelsschule Gulbene

Ein Zeugnis früher Besiedlung ist die östlichste Lure Europas, die bei Gulbene gefunden wurde. In der Zeit des 10./11. Jahrhunderts wurde von den Lettgallen eine Holzburg auf einem Hügel nahe dem Fluss Krustalīce errichtet. Die Burg entwickelte sich danach zum Zentrum der Region Tālava. Erstmalige Erwähnung findet der Ort als „Gulbana“ in einer Teilungsurkunde zwischen dem Schwertbrüderorden und Albert von Buxthoeven, dem Erzbischof von Riga, aus dem Jahre 1224. In der folgenden Zeit gehörte der Ort zum Rigaer Erzbistum und erhielt die deutsche Bezeichnung „Schwanenburg“ (lett.: Gulbis = dt.: Schwan).
Im Jahre 1340 wurde durch Erzbischof Friedrich von Pernstein, etwa 2 km vom heutigen Zentrum Gulbenes entfernt, die Burg Schwanenburg als Stützpunkt im Kampf gegen die Moskowiter errichtet. Doch konnten die Mauern den Angriffen des russischen Heeres im Jahre 1577 während des Livländischen Krieges nicht widerstehen. Die Einwohner fielen entweder den kriegerischen Handlungen zum Opfer oder wurde als Gefangene mitgenommen. Die dabei zerstörte Burg wurde nicht wieder aufgebaut. Während der Herrschaft der Schweden über das Gebiet übergab König Gustav II. Adolf die Ortschaft Schwanenburg dem Generaloberst Gustaf Horn.
Im 18. Jahrhundert wurde im Ort eine Schule eröffnet und der Name Alt-Schwanenburg für die hiesigen Ländereien verwendet. Im Jahr 1802 ging Alt-Schwanenburg in den Besitz des Barons Johann Gottlieb von Wolff (lett.: Johans Gotlībs fon Volfs, 1756–1817) über. Auf den Ruinen der Steinburg wurde an 1837 eine lutherische Gemeindekirche erbaut und im Jahre 1843 geweiht. Diese Kirche wurde während des Zweiten Weltkrieges stark beschädigt. Ihr Wiederaufbau ist bis heute noch nicht abgeschlossen.
1926 wurde eine dreijährige Berufsschule Gulbene (Handwerks- und Mechanikerschule) eröffnet. 1928 erhielt Gulbene das Stadtrecht.
Im Zweiten Weltkrieg rollte über Gulbene zweimal die Front hinweg, wodurch die Stadt starke Zerstörungen erlitt. Am 3. Juli 1941 nahmen die Deutschen auf ihrem Feldzug in Richtung Osten Gulbene ein. Bei ihrem Rückzug im Jahre 1944 errichteten die Deutschen entlang der Marienburg-Schwanenburger Linie eine Verteidigungsfront, die von der Roten Armee beim Marsch auf Dorpat überwunden wurde. Am 28. August 1944 kam Gulbene erneut unter sowjetische Herrschaft. Durch das Bombardement der sowjetischen Luftwaffe wurde bei diesen Kämpfen das gesamte Bahnhofsgebiet im Jahre 1944 vollkommen zerstört. Dank der im Fundament des Bahnhofsgebäudes erhalten gebliebenen Urkunden und Zeichnungen konnte es nach 1945 von deutschen Kriegsgefangenen wieder in originaler Schönheit aufgebaut werden.

## Sehenswürdigkeiten

### Das „Weiße Schloss“
Das 1763 von Burkhard Christoph von Münnich errichtete Schloss Alt-Schwanenburg (lett.: Vecgulbene), auch „Weißes Schloss“ genannt, gelangte 1789 in den Besitz von Otto Hermann von Vietinghoff und wurde 1802 von Johann Gottlieb von Wolff erworben. In den 1840er Jahren von dessen Enkel Rudolf Gottlieb Magnus von Wolff (1809–1847) im Stil der Neorenaissance großzügig ausgebaut, wurde das Schloss um 1880 durch Rudolfs Sohn Johann Heinrich Gottlieb von Wolff (1843–1897) erweitert und galt als eines der vornehmsten Herrenhäuser von Livland.
Während der Unruhen 1905 wurde ein Flügel von Alt-Schwanenburg niedergebrannt, danach aber wieder aufgebaut. Während des Zweiten Weltkriegs zerstörte Artilleriebeschuss dann den Nordteil des Schlosses, welcher mit einem 30 m hohen fünfstöckigen Turm abschloss, fast völlig. Im noch erhaltenen Südteil des Schlosses befindet sich der Haupteingang, mit dem Portal einer Paradetür und einer massigen Freitreppe, welcher von dem Wappen der Familie von Wolff und anderen dekorativen Skulpturen geschmückt wird. Die Wirtschaftsgebäude des Guts Alt-Schwanenburg sind erhalten geblieben: Käserei, Manege, Orangerie, Gesindehaus, Stallungen und Viehküche.

### Das „Rote Schloss“
Östlich des Schlosses Alt-Schwanenburg, liegt das „Rote Schloss“. Johann Heinrich Gottlieb von Wolff ließ es nach seiner Hochzeit 1875 mit Marissa von Oettingen (1857–1883) für diese errichten. Zudem widmete er ihr die neue angelegten Parkanlagen mit künstlichen Teichen, Seen, Grotten, Pavillons, Brücken usw. Während das „Rote Schloss“ heute als Grundschule genutzt wird, warten das Schloss Alt-Schwanenburg und dessen Landschaftspark noch auf ihre vollständige Restaurierung.

### Museum
Im ehemaligen Wintergarten des Alt-Schwanenburger Landguts befindet sich heute das Museum für Geschichte und Kunst. Hier werden Exponate zur Geschichte des Ortes und seiner Umgebung gesammelt. Herausragend ist eine Sammlung von Glasformen aus dem beginnenden 20. Jahrhunderts.

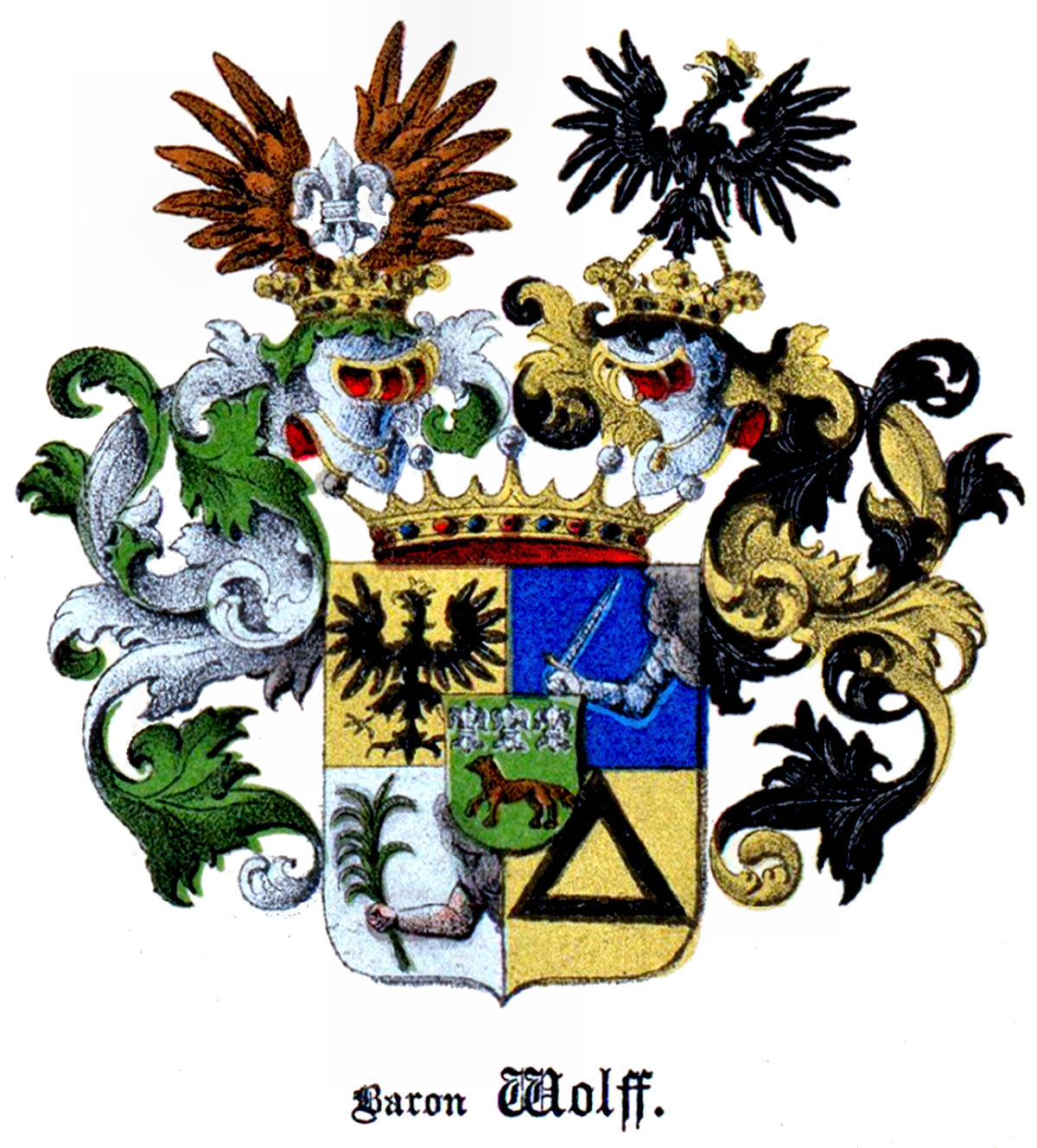
Wappen derer von Wolff
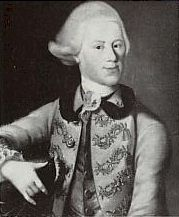
Johann Gottlieb von Wolff (1756–1817)
Verfallenes Schloss Alt-Schwanenburg, auch „Weißes Schloss“ genannt (2005)
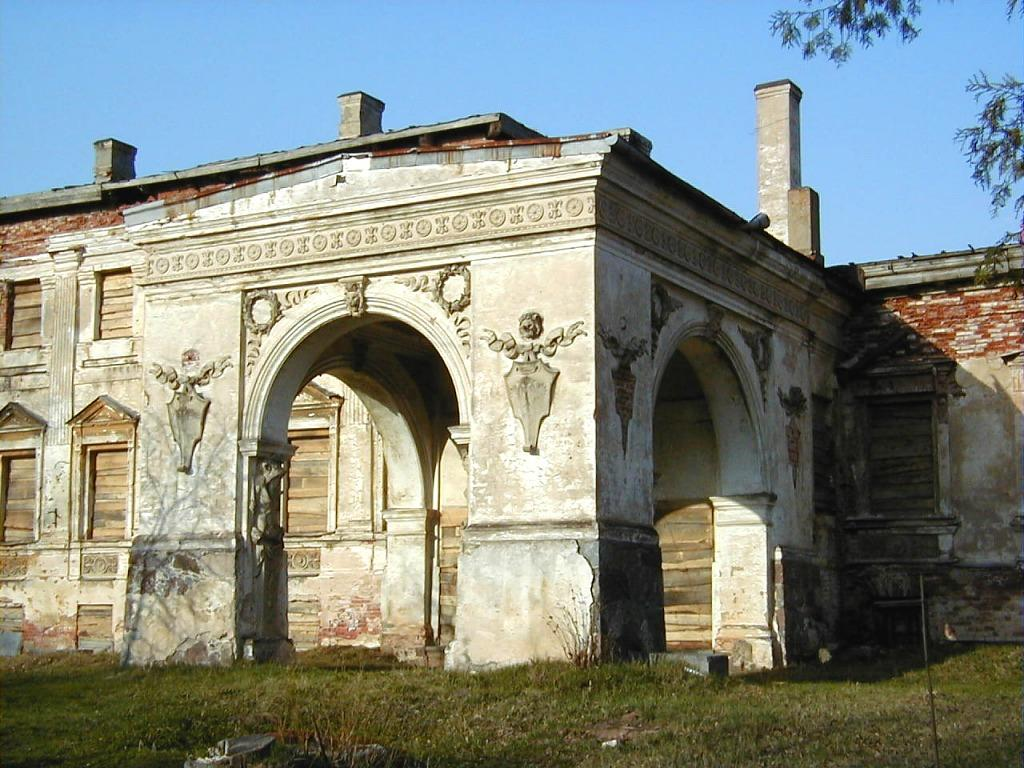
Haupteingang des Schlosses Alt-Schwanenburg
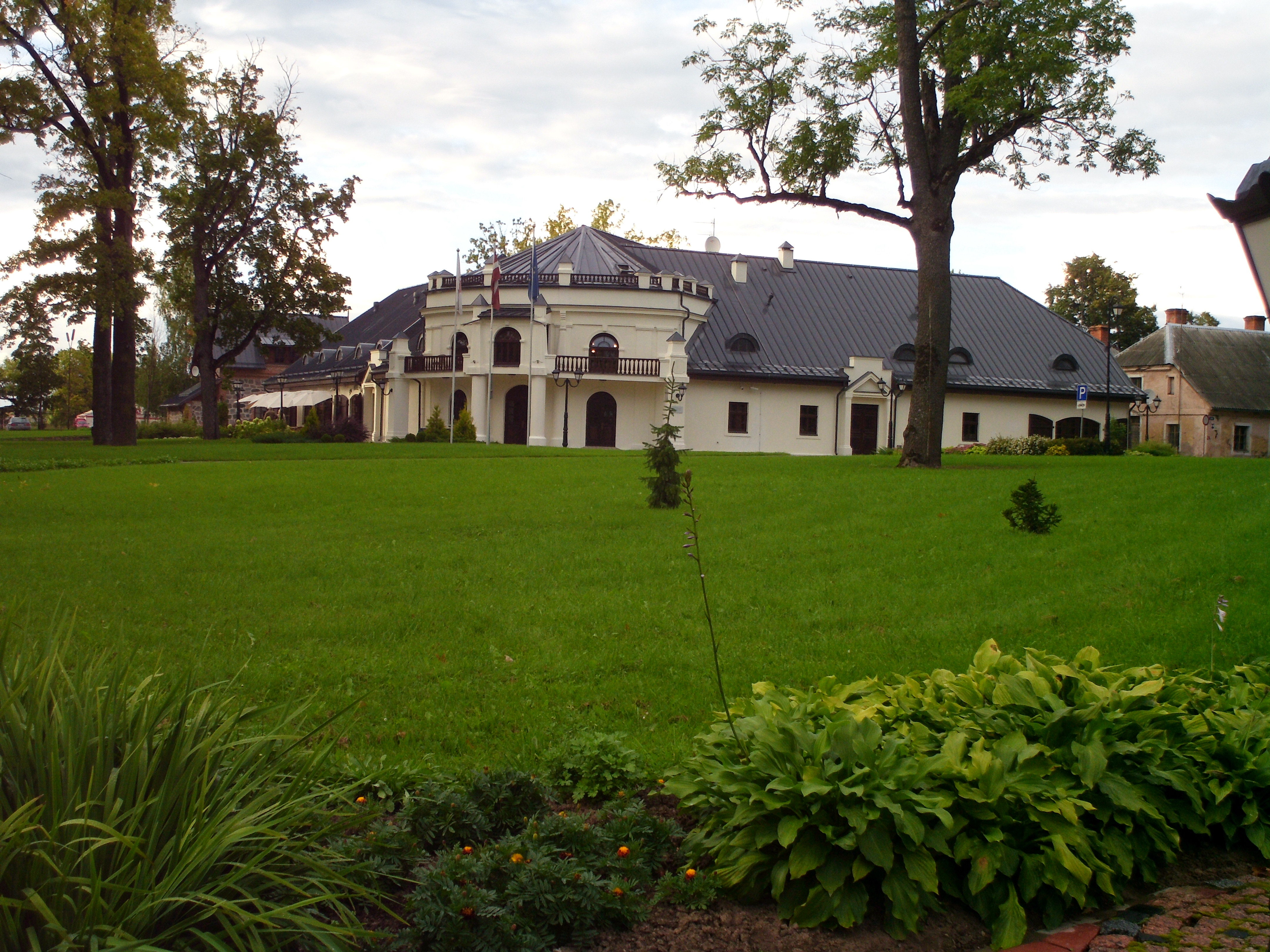
Reitstall und -halle von Schloss Alt-Schwanenburg
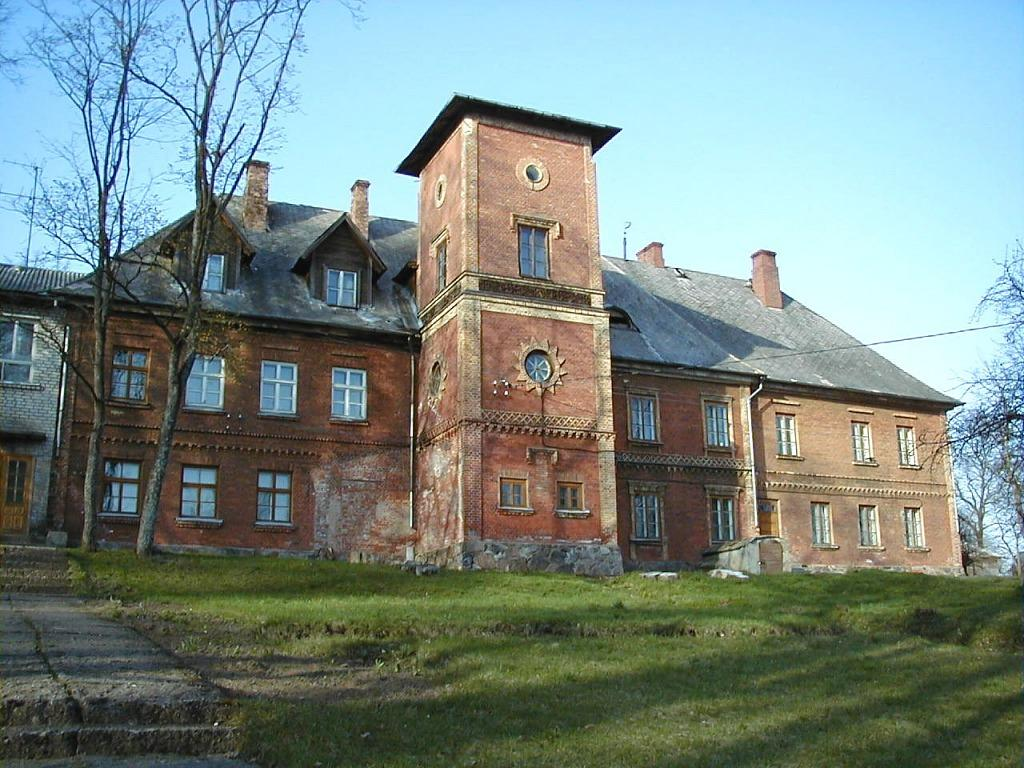
„Rotes Schloss“ östlich des Schlosses Alt-Schwanenburg
Das „Rote Schloss“ 1905
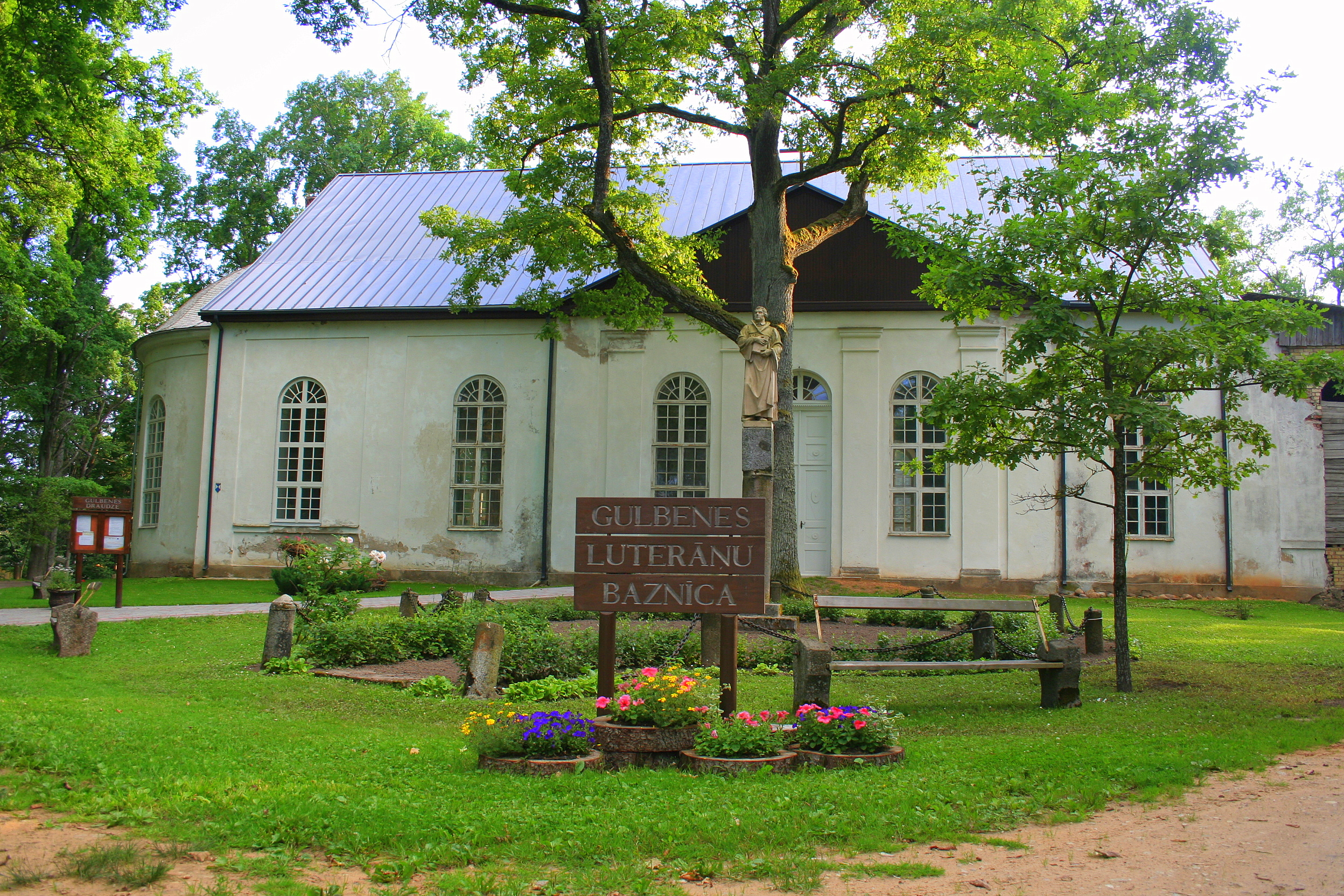
Evangelisch-lutherische Kirche zu Gulbene

## Verkehr

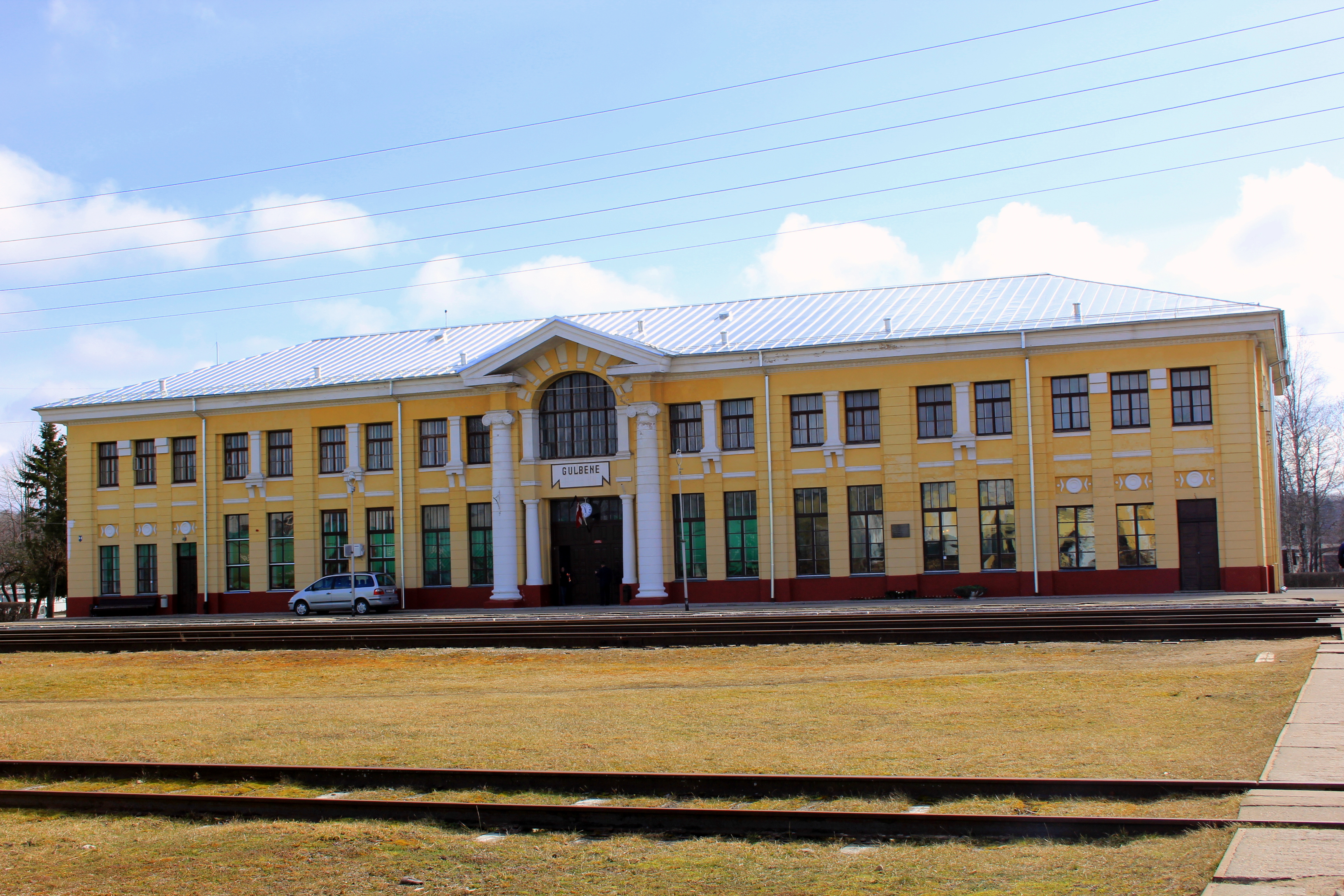
Bahnhof Gulbene

1903 wurde eine Schmalspurbahnverbindung (750 mm) von Stockmannshof (lett.: Stukmaņi, heute Pļaviņas) über Alt-Schwanenburg und Marienburg (lett.: Alūksne) nach Walk in Betrieb genommen (siehe: Bahnstrecke Gulbene–Alūksne). Die Bahnstation wurde als großer Umschlag- und Umsteigebahnhof mit diversen Bahndepotanlagen errichtet. Dies verdankte Gulbene dem Baron von Wolff, der die zaristischen Bahnbehörden durch höhere Bestechung dazu bewog, diesen Bahnknotenpunkt eben hier und nicht, wie ursprünglich geplant, am Stomersee (lett.: Stāmeriene) zu errichten. Stāmeriene, welches damals einem anderen Mitglied der Familie von Wolff gehörte, bekam nur einen einfachen Bahnhof.
Während des Ersten Weltkrieges wurde die Strecke von Gulbene bis Pļaviņas 1916 auf Breitspur (1524 mm) umgestellt und die Eisenbahnstrecke Ieriķi–Abrene eröffnet. Gulbene entwickelte sich hierdurch zu einem bedeutenden Verkehrsknotenpunkt der Region. Unter anderem befand sich hier einer der drei in Lettland existierenden Ringlokschuppen mit Drehscheibe. 1926 wurde das Gulbener Bahnhofsgebäude nach Plänen des Architekten Peteris Feders errichtet. Es ist eines der größten und prächtigsten Bahnhofsgebäude in Lettland.
Mit einer Gesamtlänge von 33 km verbindet der verbliebene Restabschnitt die Stadt Alūksne mit Gulbene. Die 750 mm breite Bahnstrecke Gulbene–Alūksne ist eine Museumsbahn, die auch der regulären Personenbeförderung dient. Der reguläre Betrieb wurde am 1. Februar 2010 stark eingeschränkt.

## Gulbenes novads
Nach der Verwaltungsreform von 2009 vereinigten sich sämtliche Teilgemeinden des ehemaligen Landkreises Gulbene zum neuen Bezirk (Gulbenes novads). Siehe auch: Verwaltungsgliederung Lettlands

## Persönlichkeiten

### Söhne und Töchter der Stadt
- Gerhard von Keußler (1874–1949), deutscher Komponist, Dirigent und Musikschriftsteller
- Inguna Sudraba (* 1964), lettische Wirtschaftswissenschaftlerin und Politikerin
- Andris Kravalis (* 1967), lettischer Geistlicher, Weihbischof in Riga
- Arvis Piziks (* 1969), lettischer Straßenradrennfahrer
- Madara Līduma (* 1982), lettische Biathletin
- Daumants Dreiškens (* 1984), lettischer Bobsportler

### Persönlichkeiten, die in der Stadt gewirkt haben
- Johann Gottlieb von Wolff (1756–1817), Kurfürstlich-sächsischer Leutnant und Kammerjunker, Landrat und Gutsbesitzer in Livland